# Lương Thế Vinh
Lương Thế Vinh (chữ Hán: 梁世榮; 17 tháng 8 năm 1441 – 2 tháng 10 năm 1496, tên hiệu là Thụy Hiên) là một nhà toán học, nhà thơ và học giả người Việt Nam. Sinh ra tại huyện Thiên Bản (nay là huyện Vụ Bản), tỉnh Nam Định, ông đỗ trạng nguyên và làm Sái phu trong Hội Tao Đàn dưới thời vua Lê Thánh Tông. Ông nổi tiếng là thần đồng, học rộng, tài trí khoáng đạt, được vua và dân coi trọng và được mệnh danh là "Trạng Lường". Hai tác phẩm quan trọng trong sự nghiệp của ông là Đại thành Toán pháp (biên soạn về toán học) và Hý phường phả lục (khảo cứu về hát chèo).

## Cuộc đời
Năm 1463, tức năm 23 tuổi, Lương Thế Vinh đỗ trạng nguyên khoa Quý Mùi niên hiệu Quang Thuận thứ 4, đời Lê Thánh Tông; trong khi Nguyễn Đức Trinh và Quách Đình Bảo lần lượt đỗ Thám hoa và Bảng nhãn. Ông có tổng cộng 32 năm làm quan, từng được thăng đến chức Hàn lâm Thị thư chưởng Hàn lâm viện sự (đứng đầu Viện hàn lâm). Ngoài ra, Lương Thế Vinh còn được vua tín nhiệm giao trọng trách soạn thảo văn từ bang giao và đón tiếp sứ thần nước ngoài. Nhiều bài biểu do ông soạn gửi cho nhà Minh được vua Minh chấp thuận và khen ngợi.
Bên cạnh công việc làm quan, Lương Thế Vinh cũng đi dạy học tại ở Quốc tử giám, Sùng văn quán và Tú lâm cục (những trường cao cấp thời bấy giờ đào tạo nhân tài cho đất nước). Một số học trò của ông đỗ đạt cao như Nguyễn Tất Đại (người Thái Bình, đỗ Tiến sĩ năm 1489), Trần Bích Hoành (người Nam Định, đỗ Thám hoa năm 1497), Trần Xuân Vinh (người Nam Định, đỗ Tiến sĩ) và Lương Đắc Bằng (người Thanh Hóa, đỗ Bảng nhãn năm 1499). Cá nhân Lương Đắc Bằng về sau trở thành thầy dạy học của Nguyễn Bỉnh Khiêm.

### Sự nghiệp văn chương và biên soạn
Không chỉ dạy toán ở Tú lâm cục, ông còn giữ chức Cấp sự trung khoa công (chức quan chuyên khảo sát việc tạo tác các công trình như cung điện, đền đài, thành quách, đường sá, đê điều...) Vì chuyên môn cần đến toán học, ông đã tiến hành biên soạn hai cuốn sách đề tài toán học là Đại thành Toán pháp (cuốn sách giáo khoa toán đầu tiên của Việt Nam) và Khải minh Toán học. Thời bấy giờ, công cụ tính toán ở Đại Việt còn thô sơ, nghèo nàn (chủ yếu là bấm đốt ngón tay hoặc dùng sợi dây có nút thắt để đếm). Do đó Lương Thế Vinh đã chế ra bàn tính gẩy - chiếc bàn tính đầu tiên của Việt Nam. Lúc đầu ông nặn những hòn bi bằng đất có khoan lỗ ở giữa, xâu vào một cái đũi, các xâu buộc cạnh nhau thành một bàn tính. Về sau ông cải tiến dần những "viên tính" bằng đất thành những đốt trúc ngắn, rồi cho những viên tính bằng gỗ sơn màu khác nhau để dễ tính, dễ nhớ.
Ngoài ra, Lương Thế Vinh còn là người am hiểu sâu sắc về hát chèo. Ông cùng Thân Nhân Trung và Đỗ Nhuận đã soạn hai bộ Đồng văn và Nhã nhạc dùng trong quốc lễ và triều hội. Nhờ nghiên cứu hàng trăm vở chèo, ông đã biên soạn ra cuốn Hý phường phả lục ghi lại các khoán ước của phường chèo, kịch bản và diễn xuất, cách đánh trống chèo, phương pháp múa và hát. Năm 1501 (tức 5 năm sau khi ông mất), bạn ông là Quách Hữu Nghiêm đã đề tựa và đưa in tác phẩm này.
Lương Thế Vinh giữ chức Sái phu (chức danh chuyên phê bình, sửa chữa thơ) trong hội Tao Đàn của vua Lê Thánh Tông. Trong hội, ông từng nhiều lần ngâm họa với vua Lê như bài "Tướng sĩ nhớ nhà" và "Động Lục Vân". Ông cùng Thân Nhân Trung, Đỗ Nhuận và Đào Cử còn biên soạn nhiều bài ký, văn bia ở Văn Miếu và Chùa Một Cột.
Ông được cho là tác giả của Thập giới Cô hồn Quốc Ngữ văn (hay Phật kinh Thập giới). Đây là áng văn Nôm cổ gồm một đoạn mở đầu và 10 đoạn nói về 10 giới cô hồn: Thiền tăng, đạo sĩ, quan liêu, nho sĩ, thiên văn-địa lý, lương y, tướng quân, hoa nương, thương cổ và đãng tử. Vì sáng tác Phật kinh Thập giới, Lương Thế Vinh bị các bạn đồng nghiệp (nhà nho) cười chê và ông không được lập đền thờ trong văn miếu Khổng Tử.

### Những năm cuối đời
Vào những năm cuối đời, Lương Thế Vinh về hưu và quay lại quê nhà, nhằm có thời gian rảnh rỗi sống yên tĩnh ở quê hương và làm những việc có ích trước khi mất. Hàng ngày, ông leo núi, thả diều, đọc sách, vui chơi với các bô lão ở nông thôn. Ông thậm chí còn đi sâu nghiên cứu về đạo Phật, viết chú giải nhiều kinh Phật và đề tựa cho in nhiều tác phẩm Phật học như Nam tông tự pháp đồ và Thiền môn giáo khoa của nhà sư Thường Chiếu thời Lý. Lương Thế Vinh mất ngày 26 tháng 8 năm Bính Thìn (tức ngày 2 tháng 10 năm 1496) tại quê nhà, thọ 55 tuổi. Sau khi mất, Lương Thế Vinh được thờ làm phúc thần. Tên ông được khắc ghi trên thơ văn, kí, bia, giáo khoa nhà chùa, văn từ giao bang... do các tác phẩm mà ông viết nặng về tính quan phương, tôn giáo. Dân làng tại xã Liên Bảo, huyện Vụ Bản (quê hương ông) cũng xây dựng đền thờ nơi đây để ghi nhớ công ơn của Lương Thế Vinh.

## Đời tư
Lương Thế Vinh đã kết hôn với con gái của thầy dạy học. Trong cuốn Những mối tình nổi tiếng trong truyền thuyết và lịch sử Việt Nam (2009), tác giả Hà Phạm có ghi chép mối tình của Lương Thế Vinh với một cô đào mà ông gặp năm 20 tuổi tại một gánh chèo tổ chức ở quê ông. Sau khi cô mất, "Trạng Lường" vô cùng xót thương nên làm bài văn điếu, rồi cho lập miếu thờ cho cô tại giáp Nhất của làng Cao Hương, được dân làng gọi là miếu Ả Đào còn thôn có ngôi miếu thì gọi là Đào thôn hoặc xóm Đầu. Ngoài ra, ông cũng có một mối tình ngắn ngủi với một cô gái tên Thi Liệu ở phố Hàng Đào, trong lúc ông lên kinh dự thi. Ông có một người con trai tên là Lương Trinh Túc, từng giữ chức Hiến sát sứ ở Thanh Hóa.

## Đón nhận

### Đương thời
Học giả đương thời là Lê Quý Đôn khen Lương Thế Vinh là "người tài hoa danh vọng bậc nhất". Trong bài văn điếu Lương Thế Vinh, vua Lê Thánh Tông đã viết: "Khuất ngón tay than tài cái thế/Lấy ai làm Trạng nước Nam ta".

### Thời hiện đại
Trong cuốn Thần đồng xưa của nước ta, tác giả Quốc Chấn khen ngợi khả năng tính toán xuất chúng của Lương Thế Vinh: "Ngày nay, cách tính chiều cao của cây mà Lương Thế Vinh áp dụng chắc học sinh không lấy gì làm lạ. Nhưng cách đây gần 5 thế kỷ thì việc Lương Thế Vinh tính được tỷ lệ chiều cao của cây và chiếc gậy bằng tỷ lệ bóng của chúng trên mặt đất là một sáng tạo, thể hiện nước ta ở thế kỷ 15 đã có nhà toán học đầy tài năng". Trong cuốn Những người thầy trong sử Việt, tác giả Nguyễn Huy Thắng ví Lương Thế Vinh là "người thầy khác mọi thầy", cho rằng quan điểm giáo dục của ông không giống những người bạn đồng tráng lứa. Ông chủ trương để học trò học tập chuyên tâm, song cũng khuyến khích kết hợp với giải trí thoải mái, gần gũi với người dân, hòa mình với thiên nhiên và phải tìm mọi cách vận dụng kiến thức đã học vào cuộc sống. Trong cuốn sách thiếu nhi Trạng nguyên Việt Nam - đạo học của người xưa, nhóm tác giả Ban Mai cho rằng Lương Thế Vinh, Mạc Đĩnh Chi và Mạc Hiển Tích là những người đặt nền móng cho nền toán học Đại Việt: "Qua những phép tính với số 0, Trạng nguyên Lương Thế Vinh khẳng định thế gian có những vật toàn mãn thực sự... Nhiều Trạng nguyên đã phát triển và bổ sung những tư tưởng toán học này tạo nên một trường phái toán học Đại Việt."
Năm 2011, nhà sử học Dương Trung Quốc khẳng định tại Hội thảo khoa học "Trạng nguyên Lương Thế Vinh – Thân thế và sự nghiệp": hình ảnh trạng nguyên Lương Thế Vinh còn sống mãi trong tâm thức mọi người bằng truyền thuyết và giai thoại về cuộc đời, sự nghiệp, tài đức và lòng yêu nước, yêu dân của ông. Trong cuốn Danh nhân Hà Nội (2004), tác giả kiêm nhà sử học Vũ Khiêu đã nhận định văn thơ của Lương Thế Vinh "nhìn chung thể hiện sâu sắc tư tưởng yêu nước, thương dân, căm ghét bọn quan lại tham nhũng, thích cuộc sống thanh cao, gần gũi với dân quê". Trong Việt Nam Phật giáo sử lược, học giả và nhà nghiên cứu Phật học Nguyễn Lang ghi nhận Lương Thế Vinh là tác giả Phật giáo duy nhất ở thế kỷ 15, và ca ngợi ông là "nhà trí thức cự phách nhất của thời đại Lê Thánh Tông".

### Biệt danh "Trạng Lường"
Nhờ giỏi đo lường và tính toán, Lương Thế Vinh đã được mệnh danh là Trạng Lường. Tiến sĩ Nguyễn Hữu Tâm, nguyên giám đốc Thư viện Viện sử học Việt Nam từng lý giải về biệt danh "Trạng Lường" của ông: "Người ta gọi Lương Thế Vinh là 'Trạng Lường' vì thứ nhất, ông giỏi tính toán và đo lường, thế nên chữ 'Lường' nghĩa là đo lường. Mặt khác, chữ "Lường" có nghĩa là họ Lương, thế nên khi nhắc đến 'Trạng Lường', ai cũng nghĩ tới Lương Thế Vinh, trạng nguyên của thời Lê Thánh Tông".

## Di sản và ảnh hưởng

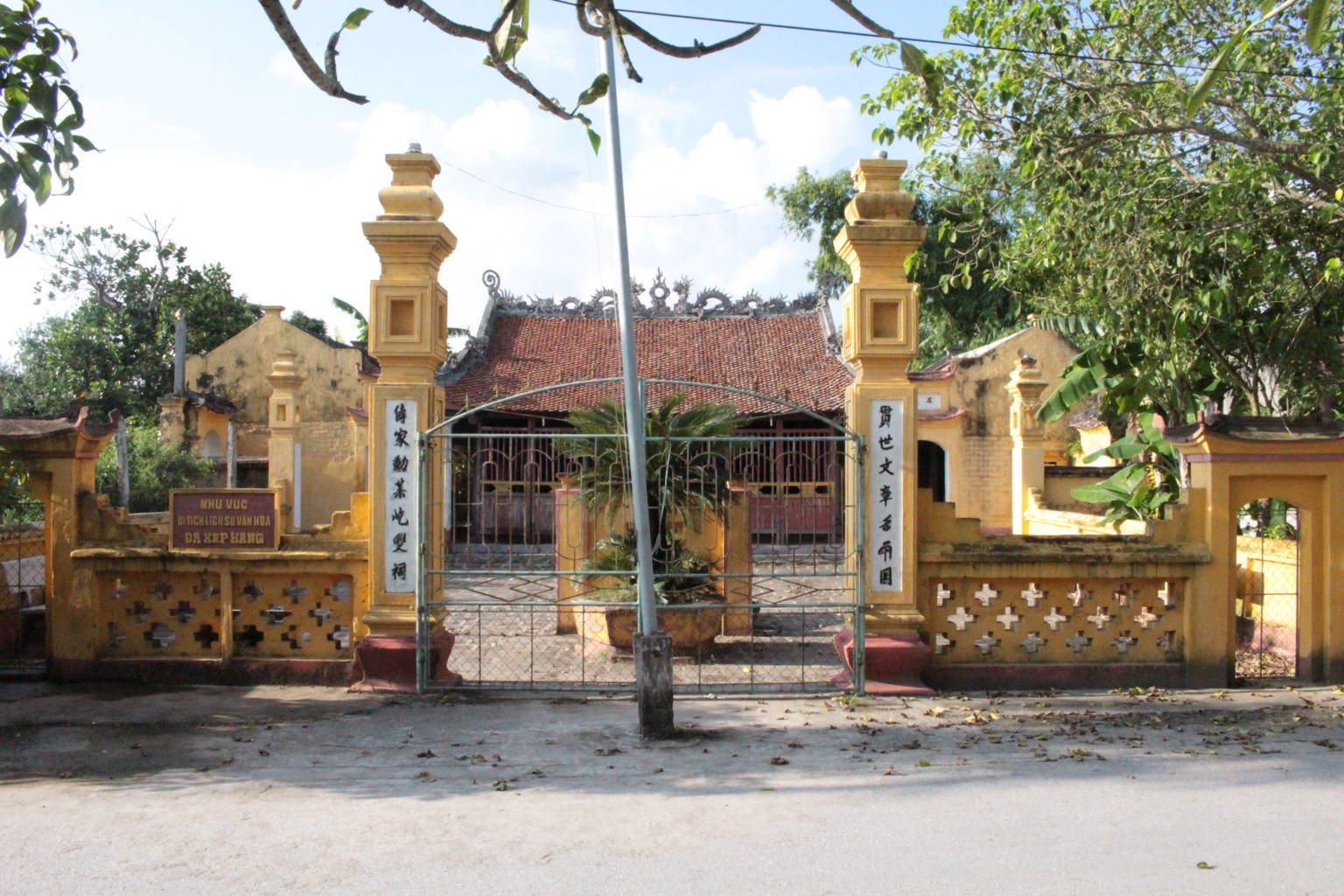
Đền thờ Trạng nguyên Lương Thế Vinh tại quê nhà Nam Định.

Ngày nay, nhiều đường phố và trường học khắp Việt Nam được đặt theo tên Lương Thế Vinh. Qua nhiều triều đại phong kiến, đền thờ Lương Thế Vinh tại Vụ Bản, Nam Định (quê hương ông) được nhiều nhà khoa bảng đến thăm viếng, đề thơ ca ngợi, làm câu đối cúng, như Đỗ Quang Dần, Phạm Đạo Phú, Phạm Văn Nghị, Nguyễn Khuyến; người dân Nam Định gọi nơi đây là đền "cụ Trạng". Năm 1990, đền thờ được công nhận là di tích văn hóa lịch sử cấp quốc gia.
Nhân kỷ niệm 570 năm ngày sinh Lương Thế Vinh, ngày 28 tháng 8 năm 2011, Hội Khoa học Lịch sử Việt Nam và Ban liên lạc họ Lương Việt Nam đã phối hợp tổ chức Hội thảo khoa học "Trạng nguyên Lương Thế Vinh – Thân thế và sự nghiệp" tại Văn Miếu – Quốc Tử Giám, Hà Nội với sự tham gia của đông đảo thành viên họ Lương và giới sử học trên khắp Việt Nam. Cuốn Đại thành Toán pháp do ông biên soạn là cuốn sách giáo khoa toán đầu tiên ở Việt Nam, được sử dụng làm sách dạy toán cho người Việt đến tận thế kỷ 19. Ngoài ra ông còn là người chế ra chiếc bàn tính đầu tiên của Việt Nam. Cuốn Lịch sử Việt Nam, tập 1 (1971) đã ghi nhận Hý phường phả lục của Lương Thế Vinh xuất bản năm 1501 "có thể coi là tác phẩm lý luận đầu tiên về nghệ thuật kịch hát cổ truyền. Tác giả đã tổng kết kinh nghiệm và nêu lên những nguyên tắc có tính chất lý luận về nghệ thuật biểu diễn, diễn viên, múa hát và đánh trống."

## Tác phẩm
Toán học
- Đại thành Toán pháp
- Khải minh Toán học

Lịch sử hát chèo
- Hý phường phả lục

Phật học
- Thập giới Cô hồn Quốc Ngữ văn (hay Phật kinh Thập giới)
- Thiền môn Khoa giáo